# Rivière Modeste
Pour les articles homonymes, voir Modeste.
La rivière Modeste est un affluent de la rivière Bonnard, coulant dans le territoire non organisé de Mont-Valin, dans la municipalité régionale de comté (MRC) du Fjord-du-Saguenay, dans la région administrative de Saguenay–Lac-Saint-Jean, dans la province de Québec, au Canada. Cette rivière est située à la limite Ouest du territoire non organisé du Mont-Valin et à l'extrême nord de la MRC du Fjord-du-Saguenay.
Le bassin versant de la rivière Modeste est accessible par une route forestière secondaire qui se connecte au Sud à la route forestière R0234 laquelle passe à l’Est du lac Péribonka en remontant vers le Nord par la vallée de la rivière Bonnard, puis s'oriente vers l'Est pour desservir le Sud du lac Manouane. La route R0234 se connecte au Sud à la R0252 laquelle longe la rive Est du lac Péribonka. Quelques routes secondaires desservent la zone de la rivière Modeste pour les besoins de la foresterie et des activités récréotouristiques,,.
La foresterie constitue la principale activité économique du secteur ; les activités récréotouristiques, en second.
La surface de la rivière Modeste est habituellement gelée de la fin novembre au début avril, toutefois la circulation sécuritaire sur la glace se fait généralement de la mi-décembre à la fin mars.

## Géographie
Les principaux bassins versants voisins de la rivière Modeste sont :
- côté Nord : lac à la Presqu’île, rivière à Michel, rivière à Michel Nord, lac Piacouadie, rivière des Montagnes Blanches ;
- côté Est : lac Manouane, rivière à Michel, rivière des Montagnes Blanches, Petite rivière des Perdrix Blanches ;
- côté Sud : rivière Bonnard, lac Onistagane, rivière Péribonka, lac Péribonka, rivière Cocoumenen ;
- côté Ouest : rivière Péribonka, lac Onistagane, lac Piraube, rivière Saint-Onge, rivière Mistassibi Nord-Est, rivière Mistassibi[2].

La rivière Modeste prend sa source à l’embouchure du lac à la Presqu’île (longueur : 1,9 km ; altitude : 534 m) dans le territoire non organisé de Mont-Valin. Du côté Est d’une montagne, l’embouchure de ce lac est située à :
- 3,1 km à l’Ouest du Lac à Michel (lac de la partie supérieure de la rivière à Michel) ;
- 43,3 km au Nord-Ouest de l’embouchure de la rivière Modeste (confluence avec la rivière Bonnard) ;
- 50,3 km au Nord de l’embouchure de la rivière Bonnard (confluence avec la rivière Péribonka) ;
- 19,4 km au Nord-Ouest d’une baie de la rive Nord-Ouest du lac Manouane ;
- 47,7 km au Nord-Ouest de l’embouchure du lac Manouane (confluence avec la rivière Bonnard) ;
- 138,6 km au Nord-Ouest du barrage à l’embouchure du lac Péribonka[2],[5].

À partir de sa source, la rivière Modeste coule sur 43,5 km sur un dénivelé de 75,0 m entièrement en zone forestière, selon les segments suivants :
Cours supérieur de la rivière Cocoumenen (segment de 5,9 m)
- 2,6 km vers le Sud en traversant un premier lac (longueur : 0,8 km ; altitude : 534 m) sur sa pleine longueur et un second lac (longueur : 0,9 km ; altitude : 533 m), jusqu’à l’embouchure de ce dernier ;
- 1,8 km vers le Sud en courbant vers l’Ouest en contournant une montagne en traversant un lac non identifié (longueur : 1,6 km ; altitude : 531 m) sur sa pleine longueur, jusqu’à l’embouchure de ce dernier ;
- 1,5 km vers le Nord-Ouest en contournant une montagne dont le sommet atteint 609 m, en recueillant la décharge (venant du Nord) d’un lac non identifié, jusqu’à un coude de rivière ;

Cours intermédiaire de la rivière Cocoumenen (segment de 25,8 m)
- 10,6 km vers le Sud-Est jusqu’à la décharge (venant de l’Est) d’un ensemble de lacs ;
- 2,8 km vers le Sud-Est jusqu’à la décharge (venant de l’Est) d’un ensemble de lacs ;
- 4,5 km vers le Sud jusqu’à la décharge (venant du Nord) d’un ensemble de lacs ;
- 7,9 km vers le Sud-Est jusqu’à la décharge (venant de l’Est) d’un ensemble de lacs ;

Cours inférieur de la rivière Cocoumenen (segment de 11,8 m)
- 1,3 km vers le Sud-Ouest, jusqu’à la décharge (venant du Sud-Ouest) d’un ensemble de lacs ;
- 3,7 km vers le Sud-Est, jusqu’à la décharge (venant du Nord-Est) d’un ensemble de lacs ;
- 2,0 km vers le Sud, jusqu’à la décharge (venant du Nord-Est) de lacs non identifiés ;
- 0,6 km vers le Sud, jusqu’à la décharge (venant de l’Ouest) d’un lac non identifié ;
- 4,2 km vers le Sud en formant un crochet vers l’Ouest en fin de segment, jusqu’à son embouchure[2].

La rivière Modeste se déverse dans un coude de rivière sur la rive Nord de la rivière Bonnard. Cette embouchure est située :
- 0,8 km de la limite Est de la réserve de biodiversité du lac Onistagane[6] ;
- 11,8 km à l’Est de l’embouchure du lac Onistagane lequel est traversé par la rivière Péribonka ;
- 8,7 km à l’Ouest d’une baie du Sud-Ouest du lac Manouane ;
- 11,1 km au Nord-Est de l’embouchure de la rivière Bonnard ;
- 95,6 km au Nord-Ouest de l’embouchure du lac Péribonka ;
- 41,2 km au Nord-Est d’une courbe du cours de la rivière Mistassibi Nord-Est ;
- 44,9 km à l’Ouest de la deuxième embouchure du lac Manouane ;
- 232,5 km au Nord de l’embouchure de la rivière Péribonka (confluence avec le lac Saint-Jean)[2].

À partir de l’embouchure de la rivière Modeste, le courant descend le cours de la rivière Bonnard sur 14,7 km, le cours de la rivière Péribonka sur 377,4 km vers le Sud, traverse le lac Saint-Jean sur 29,3 km vers l’Est, puis emprunte sur 155 km le cours de la rivière Saguenay vers l’Est jusqu'à la hauteur de Tadoussac où il conflue avec le fleuve Saint-Laurent.

## Toponymie
Le terme « Modeste » constitue un prénom d’origine française et aussi un patronyme de famille. Ce toponyme était en usage avant 1945, date de son enregistrement à la Commission de géographie du Québec.
Le toponyme de « rivière Modeste » a été officialisé le 5 décembre 1968 à la Banque des noms de lieux de la Commission de toponymie du Québec.